# 원피스의 용어 목록
다음은 만화 《원피스》에서 등장하는 용어 및 세계관 목록이다.
시대적으로는 15 - 17세기(대항해 시대) 쯤을 모델로 하고 있다. 과학 기술도 거의 동등하다고 볼 수 있다. 그러나 작품 세계의 고유 설정인 레드 라인과 악마의 열매 등 다른 부분들도 있다. 레드 라인으로 세계는 2등분이 되어 있고, 위대한 항로로 인해서 4개의 바다 (이스트 블루, 사우스 블루, 노스 블루, 웨스트 블루)로 나뉘어 있다.

## 3대 세력

### 세계 정부
작중에서 등장하는 세계의 모든 왕국과 정부기관을 통솔하는 170개 이상의 가맹국을 거느린 거대 정부기관. 작중에 등장한 회원국은 알라바스타 왕국, 사쿠라 왕국 (구 드럼 왕국), 이루시아 왕국, 고아 왕국. 그리고 주권을 보유하고 있는 각 회원국에 대해서도 일정부분 정치에 개입할 수 있는 듯하다. 800년 전에 20명의 왕에 의해서 창설되었다. 세계 정부의 본부는 성지인 '마리 조아'에 위치하며, 최고 권력자로는 현재는 오로성(五老星)이라 불리는 5명의 노인이 있다. 그 아래에는 해군, 사이퍼 폴 등을 총괄하는 위치의 '세계 정부 전군 총수'가 존재한다.
- 오로성성지 마리조아의 권력자. 천룡인 집단의 최고 수장으로 세계 정부를 비밀리에 이끌고 있는 정치 원로이며 'D의 의지를 가진 일족'에 대한 반감이 심하다. 유래는 센고쿠 시대 (戰國 時代) 당시에 등장한 5大老 (고다이로) 집단.
천룡인성지 마리조아의 주민. 일명 천룡인(天竜人). 800년 전 '세계 정부'를 만들어 낸 20가문의 왕족[3]의 후예로 절대적인 권력을 가지고 있다. 일반인을 천민(賤民)라고 부르며, 그들과 같은 공기를 마시지 않도록, 캡슐 모양의 마스크와 보호 복 같은 물건을 입고 있다.

### 사황
그랜드 라인 후반부의 바다인 신세계(新世界)를 마치 황제처럼 자유롭게 주무르고 다니는 4명의 강력한 해적들. 사황 이란 과거 故 골 D 로저시대때 어깨를 나란히 나루던 故 흰 수염(에드워드 뉴게이트)을 대적할 수 있는 사람을 사황이라 불린다.
- 현재 멤버
  - "붉은 머리" 샹크스
해적왕 故 골 D. 로저의 견습생으로 '몽키 D. 루피'에게 자신의 밀짚모자를 맡기며 해적왕의 꿈을 심어주었다. 前 해군 중장 '몽키 D. 가프'에게 미움받고 있는 인물이다.
故 흰 수염(에드워드 뉴게이트)이 검은 수염 티치에 계략에 넘어가지 않도록 하기 위해 노력했으며 故 흰 수염(에드워드 뉴게이트)의 장례를 위해 마린 포드를 습격하기도 했다.
얼굴에 남아 있는 3개의 상처자국은 '검은 수염' 마샬 D. 티치가 20여년 전에 남긴 상처로 샹크스 해적단의 해적기에도 반영될 정도이며, 현상금은 40억 4890만 베리이다.(10억 4000만 베리 → 40억 4890만 베리)
  - "검은 수염" 마샬 D. 티치

- - 전(前) 흰 수염 해적단의 오랜 고참이면서 2번대 故 화권(火拳)-불주먹- 에이스의 부하이다. 그는 4번째 대장 삿치가 얻어낸 악마의 열매를 자신의 것으로 만들기 위해 죽이는 것으로 시작해 검은 수염 해적단을 결성해 드럼왕국(후 사쿠라왕국)을 침략했으면서 원래 크로커다일을 쓰러뜨린 몽키 D. 루피를 잡아서 칠무해로 들어가려 했지만 대신 에이스를 잡아서 칠무해로 등극했다. 칠무해가 목표인 듯 했으나 사실은 임펠 다운에 있는 죄수들을 자기 부하로 만들려고 한 수작이었다.

- 일반 사람하고 다르게 이형으로 이루어진 자신의 신체를 이용해서 악마의 열매의 두 가지 능력(어둠어둠 열매 능력+흔들흔들 열매 능력)으로 마린포드를 침몰시키려 했지만 샹크스에 의해 멈추게 되었고, 흰 수염 해적단에서 오래 지냈기 때문인지 신세계에 있는 대부분의 흰 수염 해적단의 영토가 점령되어서 세계정부는 결국 티치를 사황으로 인정하게 되었다. 그리고 요즘 들리는 소문으로는 악마의 열매 능력자 사냥으로 자신의 세력을 키우려 하고 있다. 또한, 몽키 D. 루피의 아버지인 혁명군 몽키 D. 드래곤이 있는 바르티고를 궤멸시켰던 것으로 밝혀졌다. 그리고 사황이 된 후에 모습이 공개되는 동시에 현상금이 39억 9600만 베리(22억 4760만 베리 → 39억 9600만)로 공개되면서 여태까지 나온 현상금 중 제일 높았지만, 故 골 D. 로저를 포함한 모든 사황들의 현상금이 밝혀지면서 6위로 밀려났다.

- 예전 멤버
  - "흰 수염" (故) 에드워드 뉴게이트
해적왕 故 골 D. 로저와 술잔을 기울일 정도로 친분이 있으며 故 골 D. 로저를 제외한 다른 해적들 중 가장 라프텔에 가까이 갔던 인물.
친아들처럼 아끼던 부하 故 '포트거스 D. 에이스'의 처형을 막기 위해 갔던 마린 포드에서 검은 수염 '마샬 D. 티치'의 습격을 받아 전사했다. 현상금은 50억 4600만 베리.[4]
  - "백수의 왕" 카이도
정상 결전 직전 "빨간 머리" 샹크스와 결전을 치르고 있다고 알려진 인물로 잔인한 이미지로 그려지는 인물이다. 세계 최강의 생물로 불리는 인물이기도 하며 취미는 자살이다. 현상금은 46억 1110만 베리이다. 와노쿠니 '오니가시마' 해골 돔 옥상에서 루피와 대결에서 패배하여, 현재는 빅 맘(샬롯 링링)과 같이 땅속 마그마 웅덩이에 빠진 상태이며, 현재는 생사불명.
  - 빅 맘(본명 : 샬롯 링링)
세계 최강의 여(女)해적으로 불리는 인물. 故 흰 수염[에드워드 뉴게이트] 사후 과자 조공을 받는 조건으로 어인섬을 보호하고 있다. 하지만 약속의 과자를 주지 않는 나라는 멸망시킨다고 협박을 하고 실제로 그런 나라를 멸망시킨다. 현상금은 43억 8800만 베리이다. 이를 들은 루피가 화가 나 싸움을 걸게 된다. 이후, 와노쿠니 '해골 돔 내부 - '라이브 플로어'에서  키드와 로에게 패배하여, 카이도와 함께 땅속 마그마 웅덩이에 빠진 상태이며, 현재는 생사불명.

## 원피스의 바다
원피스의 세계는 4개의 바다와 하나의 거대한 대륙으로 이루어져 있으며 동서남북을 대표하는 4개의 바다와 그 가운데를 가로지르는 위대한 항로 그랜드 라인(Grand Line), 그리고 그랜드 라인을 2등분하는 대륙인 레드 라인(Red Line)이 있다.

### 4개의 바다(Four Blues)
각각 동서남북을 대표하기 때문에 이스트 블루(East Blue), 웨스트 블루(West Blue), 사우스 블루(South Blue), 노스 블루(North Blue)로 불리고 있으며 그랜드 라인을 중심으로 각각 동서남북에 자리잡고 있다.
올 블루(All blue)는 상디가 찾는 미지의 바다로 4개의 바다의 물고기들이 모두 사는 전설의 바다이다.

### 그랜드 라인(Grand Line)
4개의 바다에서 레드 라인을 향해 항해를 하다 보면 레드 라인의 초반을 이루고 있는 리버스 마운틴이라고 하는 산이 존재하는데 이 리버스 마운틴에는 4개의 바다에서 각각 타고 올라오는 4줄기의 운하가 있으며, 그 운하가 산 정상에서 충돌한 후 그랜드 라인으로 이어진다.
리버스 마운틴을 내려와 그랜드 라인 초반에 진입하면서부터는 항로가 7개로 나뉘는데, 어디를 선택해도 중간점인 레드 라인 아래에 위치한 어인섬을 지나야 하며 최종 도달 지점은 최후의 섬인 라프텔이다. 참고로 그랜드 라인 후반 바다인 신세계는 기후가 험악한 편이다.
항로를 이루고 있는 섬마다 각각의 정해진 계절이 천차만별로 다르며(겨울섬에서의 겨울철과 여름섬에서의 여름철 등), 그 섬들이 발산하는 특수한 자기장이 섬과 섬을 끌어당기고 있기 때문에 그 자기장이 계속 충돌하는 바다는 기후가 불안정해지는(갑자기 맑았다가 갑자기 폭풍이 몰아치는 등)현상과 함께 현실의 바다에선 일어날 수 조차 없는 기이한 해류나 상황들이 무차별적으로 연출된다.
그 때문에 그랜드 라인에서는 일반적인 항해술이 일절 통용되지 않으며 각 섬에서 나오는 자기장, 즉 로그(Log)를 기록하는 특수한 나침반인 로그 포스(Log Force / 기록 지침)를 사용한 항해를 일반적으로 행한다. 로그가 저장되는 시간은 각 섬마다 천차만별(1시간에서부터 1년까지)이며 영구적으로 그 섬의 로그를 기록하고, 그 섬만을 가리키는 이터널 포스(Eternal Force / 영구 지침)도 있다.

### 신세계(新世界, New World)
어인섬을 건너면 나오는 그랜드 라인의 후반 바다.
아직까지는 자세한 사항은 불명이며, 그랜드 라인 전반부보다 훨씬 더 기이하고 위험천만한 상황들이 존재한다고 한다.
그랜드 라인의 초반부는 '낙원'이라고 말할 정도로 가혹한 듯하며, 신세계에서는 그랜드 라인에서 쓰던 로그 포스가 아닌 새로운 지침이 필요한 듯 하다.
종착점에는 故 골 D. 로저가 세계 최고의 비보 <원피스>를 숨겨두었다는 최후의 섬 <라프텔>이 존재한다.

## 종족

### 인간
작 중에 가장 자주 등장하는 종족. 원피스 등장인물의 거의 대부분을 차지한다. 루피와 조로 등 중요 인물도 거의 다 인간이다. 노예로 팔릴 경우 50만 베리 이상.

### 거인족(巨人族)
보통 인간의 몇 배의 키와 완력을 지닌 종족. 수명 또한 보통 인간의 3배인 300년에 이른다. 거인족 중에서도 엘바프족은 거인족을 대표하는 전사 부족으로 유명하다. 또한 보통 거인족의 2배의 키를 가진 '국토 끌어가기'로 악명높은 오즈 가문도 있다. 리틀 오즈 주니어는 정상결전에서 광장에 들어온 첫 인물이기도 하다. 다른 종족에 비하면 인간과의 관계는 비교적 우호적인 편으로, 해군에서 요직을 차지하고 있는 거인 장교들도 상당수다. 노예로 팔릴 경우 남자는 5000만 베리 이상이며, 여자는 1000만 베리 이상이다.

### 소인족(小人族)
거인족과는 반대로 보통 인간보다 몸집이 훨씬 작은 종족. 드레스로자 근처의 그린 비트에 사는 소인족은 톤타타족이라고 불리는데, 대부분 인간의 속도를 초월한 이동 속도를 보여주며 보통 인간을 능가하는 완력을 지니고 있기도 하나 남에게 잘 속는 순수함과 평화를 좋아하는 종족적인 성격 탓에 자신들의 전투 능력을 최대한 끌어내지는 못한다. 800년 전에는 드레스로자에서 돈키호테 일족의 노예로 부려먹히다가 세계정부가 창설된 후 드레스로자를 떠난 돈키호테 일족을 대신해 왕좌에 앉은 리쿠왕가에 의해 요정전설과 함께 자유를 얻었던 종족으로, 돈키호테 도플라밍고가 재집권을 맡으며 다시 노예로 전락했으나 도플라밍고의 몰락과 함께 자유를 되찾았다. 돈키호테 패밀리는 톤타타족의 놀라운 재배 능력을 이용하여 이들을 스마일 공장의 노예로 부렸다. 톤타타족에게 내려오는 놀랜드 전설에 의하면 과거에 故 몽블랑 놀랜드에게 은혜를 입었다고 한다. 노예로 팔릴 경우 70만 베리 이상.

### 수장족(手長族)
그랜드 라인의 '파리기구나'섬에 사는 종족. 보통 인간에 비해 팔이 매우 길고, 팔꿈치 관절이 하나 더 있다. 등장한 수장족으로는 초신성 중 한 명인 스크래치멘 아푸와 휘하 온에어 해적단의 선원들, 브룩의 前매니저가 있다. 노예로 팔릴 경우 70만 베리 이상.

### 족장족(足長族)
수장족과는 반대로 매우 긴 다리를 가진 종족. 다만 관절 구조는 수장족과는 달리 보통 인간과 같다. 등장한 족장족으로는 빅 맘 해적단의 선원 타마고 남작과 빅 맘(샬롯 링링)의 딸들 중, 14녀인 샬롯 스무디, 15녀 샬롯 시트론, 16녀 샬롯 시나몬 그리고, 드레스로자의 콜로세움에 등장한 각공도격투가 블루 길리가 있다. 노예로 팔릴 경우 70만 베리 이상.

### 밍크족(Mink 族)
처음 언급된 것은 샤본디 제도에서의 노예 경매 리스트. 이후 802화에서 트라팔가 로에 의해 다시 언급되었다. 본격적으로 등장한 것은 804화. '즈니샤'라는 거대한 코끼리 등 위의 섬 '조(ぞう, 일본어로 코끼리)'에 거주하고 있으며, 포유류의 신체를 갖는 반수반인 종족이다. 이름 외에 동물 종류로 칭할 때는 모습을 한 포유류+밍크(ex : 개 밍크)로 칭한다. 인간을 털이 적은 원숭이 밍크라고 하여 '렛서밍크'라고 부르면서 적대적인 태도는 취하지 않는다. 노예로 팔릴 경우 70만 베리 이상.

### 사수족(蛇首族)
보통 인간에 비해 목이 긴 종족. 등장한 사수족으로는 빅 맘 해적단의 샬롯 마스칼포네와 조스칼포네 쌍둥이 남매가 있다. 노예로 팔릴 경우 70만 베리 이상.

### 어인(魚人)
상반신이 물고기의 모습을 한 종족. 태어날 때부터 보통 인간의 10배에 달하는 완력을 지니며, 물고기의 신체를 이용하여 수중전에서 막강한 힘을 발휘한다. 어인 중에서도 상어 어인(징베 등)은 그 힘과 흉폭함이 다른 어인보다 월등하다. 인어족과 함께 레드 라인 아래에 있는 어인섬에 산다. 어인과 인어가 결혼할 경우 남자 어인, 남자 인어, 여자 어인, 여자 인어의 네 종류의 자손이 태어난다. 다른 종족에 비해 심한 차별을 받으며, 200년 전에는 인어와 함께 어류로 분류되었다고 한다. 노예로 팔릴 경우 100만 베리 이상.

### 인어(人魚)
어인과는 반대로 하반신이 물고기의 모습을 한 종족. 하반신의 꼬리 지느러미를 이용하여 수중에서 매우 빠르게 헤엄칠 수 있으며, 그 속도는 원피스 세계에서 톱 클래스라고 한다. 여자에 한해 30살 이상이 되면 꼬리 지느러미가 갈라져 다리로 변하여 육지 생활을 할 수 있게 된다. 어인섬을 다스리는 용궁 왕국의 왕족은 모두 인어이다. 어인족과 더불어 심한 차별을 받는 종족. 노예로 팔릴 경우 남자는 100만 베리 이상, 여자는 7000만 베리 이상이며, 다리가 있을 경우 1000만 베리 이상이다.

### 워탄(Wotan)
어인과 거인의 혼혈족으로, 어인과 거인의 특징을 모두 갖추었다. 폭시 해적단의 빅빵과 특별편 3D2Y에서는 반디 월드의 부하 중 세바스찬이 워탄으로 등장.

### 삼안족
외형은 인간과 비슷하나 이마에 눈이 달려 눈이 세개인 종족으로, 빅 맘 해적단의 35번째 딸 샬롯 푸딩이 등장.

## 도구 및 특이설정

### 악마의 열매
작중에 등장하는 먹으면 인지(人智)를 초월한 능력을 가지게 됨과 동시에 물에 들어가면 몸이 힘을 못 쓰게 하는 불가사의한 나무 열매.
각각 초인계, 동물계, 자연계로 나뉘어 있으며, 자연계보다 보기 힘든 환수종이 있다. 예를 들어 불사조 마르코나 부처 센고쿠도 환수종 능력자다. 그 둘은 각각 불사조, 대불로 변신한다. 타마고 남작이 먹은 달걀달걀 열매는 처음에는 초인계인지 동물계 인지 밝혀지지 않았지만, 나중에는 공식 유튜브에서 악마의 열매 공개하는 장면에서 동물계로 확인되었다. 그 이유는 초인계처럼 특이한 진화 형태가 있으며, 동물계처럼 동물형태로 변할 수 있지만, 동물계 특징인 '인간형', '인수형', 동물형'이 아니라 몸이 깨질 때마다 더 강하게 진화하는 타입이다. 그 진화형태가 반복적이다. 자연계처럼 몸이 재생도 가능하다.

### 해루석(海淚石)
작중에 등장하는 바다의 힘을 결정화시킨 돌. 해군 및 세계 정부가 많이 사용하고 있으며, 주로 군함 제작, 해루석 수갑 및 그물을 제작하여 악마의 열매 능력자를 포함한 해적들을 잡는 일에 많이 쓰인다. 능력자가 해루석과 접촉할 경우, 힘이 빠져 능력을 사용할 수 없게 된다. 호킨스 말에 의하면 모든 해루석은 와노쿠니(와노국)에서 만들어진다는 게 밝혀졌다.

### 전보벌레(電伝虫)
작중에 등장하는 일종의 통신수단으로 이용되는 작은 달팽이 형태의 생명체. 본래는 같은 전보벌레끼리만 알 수 있는 전자파로 의사소통을 했지만 인간들이 통신할 수 있게 기계를 달았다. 제르마에서는 배를 태워 벽을 올라간다.
- 통화용 전보벌레 - 가장 많은 전보벌레의 종류. 음성 통화에 이용된다. 말하는 상대방의 성격이나 표정을 그대로 따라한다.
- 영상 전보벌레 - 영상을 송수신하는 데 사용된다. 원리는 밝혀지지 않았다.
- 검정 전보벌레 - 다른 벌레가 보내는 전자파를 도청하는 것을 좋아하는 전보벌레를 개조하였다. 도청용으로 사용된다.
- 하얀 전보벌레 - 검정 전보벌레의 도청 염파를 방해한다. 희귀종.
- 황금 전보벌레 - 버스터 콜 송신용이다. 해군 대장 이상의 계급만 사용할 수 있다.
- 백은 전보벌레 - 버스터 콜 수신용이다.
- 촬영용 전보벌레 - 윙크를 해서 사진을 촬영하는 데 사용된다.

### 포네그리프(Poneglyph)
작중에서 등장하는 고대문자. 800년 전 세계정부에 의해 멸망한 고대왕국이 남긴 것으로 알려져 있으며, 이 때문에 정부에서는 포네그리프에 대한 연구를 불법으로 규정하였다. 오하라의 학자(니코 로빈이나 니코 올비아등등)들이 위험을 무릅쓰고 포네그리프를 연구하다가 발각되어 오하라에 버스터 콜이 떨어지기도 했다. 포네그리프에는 여러 내용이 기록되어 있는데, 고대병기에 대한 정보가 기록된 것, 다른 포네그리프를 연결해 주는 것, 마지막 포네그리프이자 고대왕국에 대한 기록이 남아 있는 '리오 포네그리프'가 있다. 최근에는 '로드 포네그리프'라는 것이 등장했는데, 이 로드 포네그리프는 다른 것과는 다르게 붉은색 돌에 새겨져 있고, 라프텔을 찾을 수 있는 장소가 기록되어 있다.

### 고대병기(Ancient Weapons / 古代兵器)
작중에 등장하는, 공백의 100년 사이에 존재했다는 고대왕국이 소유했다고 전해지는 병기. 그 존재 자체만으로도 세계를 뒤흔들 수 있다고 알려져 있으며, 그 중 일부는 해적이나 세계정부의 표적이 되기도 했다. 현재까지 알려진 고대병기는 플루톤, 포세이돈, 우라노스 3가지이다.
플루톤(Pluton)
워터세븐에서 만들어졌다고 전해지는 군함. 알라바스타에서 크로커다일이 처음 언급했으며, 한 발로 섬을 흔적도 없이 사라지게 하는 파괴력을 지니고 있다고 한다. 알라바스타의 수도 아르바나의 지하궁전에 숨겨진 포네그리프에 플루톤에 대한 정보가 새겨져 있었고, 크로커다일이 알라바스타를 점령하려 한 것도 이 플루톤을 손에 넣기 위함이었다. 세계정부도 이 플루톤을 손에 넣기 위해 CP9을 워터세븐에 잠입시켰으나, 밀짚모자 해적단에 의해 계획이 저지되었다.
포세이돈(Poseidon)
해왕류를 통제하는 힘을 지닌 인어. 처음 언급된 건 하늘섬에서였으며, 그곳에서 발견된 포네그리프에 포세이돈에 대한 정보가 새겨져 있었다. 약 800년 전에 있었던 '조이 보이'라는 인물이 포세이돈의 힘을 지니고 있었던 당시 어인섬의 인어공주와 약속을 맺고 해왕류의 힘으로 끌 수 있는 거선 '노아'를 만들기도 했다. 현재는 어인섬의 공주 시라호시가 포세이돈의 힘을 지니고 있다.
우라노스(Uranus)
처음 언급된 건 어인섬에서 니코 로빈과 넵튠의 대화에서이다. 아직까지 이름 외에는 알려진 것이 아무것도 없는 병기.

### 나침반(Force)
로그 포스(Log Force / 기록 지침)
그랜드 라인에서 사용하는 특수한 나침반
그랜드 라인은 매우 많은 섬과 그 섬과 섬 사이를 잇는 7개의 항로로 구성되어 있는데, 이 섬들은 각자가 특수한 자기장을 내뿜으며 서로와 서로를 끌어당기고 있다. 이 로그 포스는 그 섬이 내뿜는 자기장을 캐치하여 그 자기장을 내뿜는 섬이 있는 곳을 가리키도록 되어 있으며, 한 섬에 도착하면 그 섬에 있는 자기장을 기록해야만 다음 항로에 있는 섬이 내뿜는 자기장을 캐치하여 가리킨다.
이터널 포스(Eternal Force / 영구 지침)
수동적으로 자기장을 캐치하여 섬과 섬마다 기록을 저장해야 하고, 한 섬이 내뿜는 자기장만을 계속 가리키고 있는 나침반 팔찌 형태의 로그 포스와는 달리, 모래시계의 형태로 되어 있으며, 모래시계의 바늘이 가리키는 자기장을 내뿜는 섬의 이름이 새겨져 있다.
주로 무역상인들이나 여행을 떠나는 목적으로 항해를 하는 사람들이 사용한다.

### 화폐(貨幣)
- 베리 : 원피스 만화 상에서 쓰이는 화폐 단위이다. 1베리를 환전하면 대한민국 화폐로 10원이다.
- 엑스톨 : 하늘섬(스카이피아)에서 쓰이는 화폐 단위이다. 1만 엑스톨 = 1베리
- 골 : 여인섬에서 쓰이는 화폐 단위이다. 환율 관계는 어떻게 되는지 불명.

### 다이얼(Dial / 貝)
작중에 등장하는 특수한 힘을 지니고 있는 조개. 이 조개는 물리적이거나 자연적인 현상에서 발생하는 힘을 흡수하는 성질을 지니고 있으며 이 때문에 이 조개는 다루는 용도에 따라 일상적인 면에서부터 전투적인 면까지 다양하게 사용할 수 있다. 하늘섬에서만 채취가 가능하며 하늘섬은 이 다이얼을 이용해 독자적인 문화를 가지고 있다.
- 종류
  - 엑스 다이얼(Axe Dial / 斬擊貝) - 참격을 저장, 방출하는 조개, 검이나 날이 선 무기에서 나오는 참격을 이 조개에다 저장한 후 방출하면 X자 모양의 참격이 방출된다. 임팩트 다이얼과 함께 전투에 많이 사용된다.
  - 볼 다이얼(Ball Dial / 氣泡貝) - 기포를 저장, 방출하는 조개, 공기중에 있는 기포를 이 조개에다 저장한 후 방출하면 기포가 방출된다.
  - 브레스 다이얼(Breath Dial / 風貝) - 바람을 저장, 방출하는 조개, 주로 배의 동력원으로 사용된다.
  - 제트 다이얼(Jet Dial / 噴風貝) - 브레스 다이얼보다 훨씬 더 강력하게 바람을 저장, 방출하는 조개. 브레스 다이얼보다 더 많이 그리고 빠른 속도의 바람을 방출하기 때문에 웨이버나 고급 배, 그리고 무기에 탑재하기도 한다. 무기나 신체(ex-팔꿈치)에 장착할 경우 매우 빠른 속도로 공격할 수 있다. 전멸된 것으로 알려짐.
  - 아이젠 다이얼(Eisen Dial / 鐵貝) - 철을 저장, 방출하는 조개.
  - 플레임 다이얼(Flame Dial / 炎貝) - 불꽃을 저장, 방출하는 조개. 하늘섬에서도 가장 폭넓고 다양하게 사용되는 다이얼 중 하나이며 불을 이용한 다양한 무기나 도구로 이용되며, 심지어 동물의 몸속에다 넣으면 진귀한 불을 뿜는 동물이 탄생하기도 한다.
  - 히트 다이얼(Heat Dial / 熱貝) - 열을 저장, 방출하는 조개. 오븐의 용도로도 쓰이며 무기에 장착하면 그 무기는 뜨겁게 달아오르게 된다.
  - 램프 다이얼(Lamp Dial / 燭貝) - 빛을 저장, 방출하는 조개. 주로 등잔의 용도로 쓰인다.
  - 플래시 다이얼(Flash Dial / 閃光貝) - 램프 다이얼처럼 빛을 저장, 방출하지만 좀 더 강력하면서 순간적으로 저장, 방출하는 조개.
  - 플레이버 다이얼(Flavor Dial / 臭貝) - 냄새를 저장, 방출하는 조개. 향기나 냄새는 물론 방귀까지 저장, 방출할 수 있다.
  - 밀키 다이얼(Milky Dial / 雲貝) - 구름을 저장, 방출하는 조개. 하늘섬에서는 구름으로 이루어진 길이나 건축물, 지면이 존재하기 때문에 이 조개로 구름을 생성해 공중을 이동하거나 할 수 있다.
  - 톤 다이얼(Tone Dial / 音貝) - 소리를 저장, 방출하는 조개. 녹음기의 용도로 많이 쓰인다. 유일하게 청해에서 개량된 다이얼로 레코드나 헤드폰의 형태로 팔리고 있다.
  - 비전 다이얼(Vision Dial / 映像貝) - 영상을 저장, 방출하는 조개. 주로 비디오나 카메라에 많이 장착한다.
  - 워터 다이얼(Water Dial / 水貝) - 물을 저장, 방출하는 조개.
  - 임팩트 다이얼(Impact Dial / 衝擊貝) - 충격을 저장, 방출하는 조개. 전투에서 가장 많이 사용되고 또 응용되는 조개. 충격을 저장, 방출하기 때문에 조개를 상대에게 근접시킨 후 작동시키면 저장시킨 충격이 상대를 향해 그대로 날아간다. 주로 장갑이나, 전신 갑옷같은 아머에 장착한다. 단, 웬만한 근력이 없으면 충격의 여파가 사용자에게 올 수도 있으니 주의
  - 리젝트 다이얼(Reject Dial / 排除貝) - 임팩트 다이얼의 10배가량 충격을 저장, 방출하는 조개. 임팩트 다이얼과 기본 원리는 비슷하지만 10배의 충격이기 때문에 이 다이얼을 맞고 일어설 수 없는 인간은 없다고 전해진다. 단, 사용자에게 오는 충격의 여파도 10배이기 때문에 잘못 사용하면 사용자 역시 목숨을 잃거나 심각한 부상을 입을 수 있기 때문에 잘 사용되지 않는다. 전멸된 것으로 알려짐.
  - 썬더 다이얼(Thunder Dial / 電貝) - 전기를 저장, 방출하는 조개. 에넬의 '방주 맥심'의 엔진에 사용되었다고 한다.

### 육식(六式)
작중에 등장하는 초인적인 신체 기술. 장기간의 훈련을 통해 몸을 무기처럼 다루는 무술로, 이 기술을 익힌 사람은 보통 사람 100명과 대적할 수 있다고 한다. 주로 해군이나 세계정부 소속의 첩보원들이 사용하며, 사용자에 따라서는 기술을 응용하여 다양한 형태로 사용하기도 한다.
- 체(剃)
  - 폭발적인 각력으로 지면을 10번 이상 차고, 순간이동을 한 것처럼 이동하는 기술.
  - 사용자 : CP9 멤버, 네로, 몽키 D. 루피(기어 세컨드), 코비, 모몬가, 달마시안, 타시기[8], 베르고, 스튜시[9], 후즈 · 후[10], 빈즈, 더글라스 불릿, CP0 멤버, 헤르메포, 프린스 그루스
- 지회(紙繪)
  - 전신의 근육을 최대한 이완시켜 몸을 종이처럼 팔랑거리게 만들어 공격을 피하는 회피 기술.
  - 사용자 : CP9 멤버, 네로, 스튜시[11], 후즈 · 후[12] CP0 멤버
- 월보(月步)[13]
  - 폭발적인 각력으로 공기를 차고, 공중을 이동하는 기술.
  - 사용자 : CP9 멤버, 네로, 모몬가, 상디(스카이 워크), 베르고, 반디 월드, 자파, 보남, 스튜시, 샬롯 유엔, 후즈 · 후, 더글라스 불릿, CP0 멤버, 알파(CP8)
- 철괴(鐵塊)
  - 전신의 근육을 최대한 응축시켜 몸을 철 수준으로 단단하게 만들어 공격을 막는 방어 기술.
  - 사용자 : CP9 멤버, 후즈 · 후[14], 스튜시
  - 철괴 권법(鐵塊 拳法) - 철괴로 단단하게 만든 몸을 권법에 응용한 기술. 본래 철괴 상태에서는 몸을 움직일 수 없으나, CP9의 일원인 쟈브라는 철괴 권법을 익혀 철괴 상태로 몸을 움직이면서 전투를 할 수 있다.
- 람각(嵐脚)
  - 다리를 엄청난 속도로 휘둘러 참격을 일으켜 베어내는 공격 기술.
  - 사용자 : CP9 멤버, 네로, 보남, 후즈 · 후, 스튜시
- 지건(指銃)[15]
  - 손가락을 총알의 속도로 뻗어 관통시키는 공격 기술.
  - 사용자 : CP9 멤버, 달마시안, 베르고, 보남, 스튜시[16], 후즈 · 후[17], 게르니카, 토사[18]

- '육식' 비기 - 육왕건(六式 奥義 - 六王銃)
  - 육식을 구성하는 6개의 기술 전부를 극한까지 끌어낸 자만이 쓸 수 있는 육식 최강의 기술. 양 주먹을 적에게 접촉한 뒤 전신의 근육을 통해 충격파를 발한다. 육왕건을 쓸 수 있는 사람은 CP9의 리더인 로브 루치 뿐이다.

### 패기(覇氣)
인간의 내면에 잠재되어 있는 일종의 기(氣). 이 기는 인간 누구에게나 존재하지만 대부분의 인간들은 패기를 알아채지 못하거나 설령 알아챈다 하더라도 제대로 끌어올리지도 못하고 일생을 마치기 때문에 패기를 사용할 수 있는 자는 전 세계의 인간들 중 극소수에 불과한다고 한다. 종류에 따라 견문색(見聞色)과 무장색(武將色)으로 이루어져 있으며 그 패기 사용자들 중에서도 극소수의 존재들은 패왕색(覇王色)이라는 패기를 사용할 수 있다.
그리고 과거에는 "패기"라는 용어 자체가 없었다.
그러나 300화 후반 이후부터 그리고 샤본디제도부터~정상전쟁까지의 전개를 통해 패기라는 용어가 나오게 되고 루피의 수련 직전 해적왕의 오른팔이자 로저 해적단의 부선장 명왕 실버즈 레일리에 의해 "패기"의 종류가 정립된다. 모든 해군 중장급들은 패기를 사용할 수 있다.

종류
- 견문색(見聞色)
  - 상대방의 기척을 느끼는 힘. 상대의 움직임을 파악해 피한다. 또한 상대의 수와 위치도 알 수 있다. 최초의 패기는 하늘섬에서 나타났으며 하늘섬에서는 맨트라(Mantra : 주문)라고 부른다.
  - 사용자 : 몽키 D. 루피, 롤로노아 조로, 우솝, 상디, 에넬, 게다츠, 사토리, 슈라, 오움, 아이사, 카르가라[19], 보아 썬더소니아, 에드워드 뉴게이트, 실버즈 레일리, 코비, 오토히메, 킨에몬, 레베카, 잇쇼, 사보, 샬롯 카타쿠리, 쥬라큘 미호크[20], 트라팔가 로[21], 샹크스[22], 사카즈키[23], 볼사리노[24], 크로커스[25], 보아 행콕[26], 시라호시[27], 마르코[28], 징베[29], 페콤즈[30], 스튜시[31], 센고쿠[32], 로브 루치[33], 츠루[34], 몽키 D. 가프[35], 쿠잔[36], 베라미[37], 지저스 바제스[38], 마샬 D. 티치[39], 타마고 남작[40], 조즈[41], 스모커[42], 타시기[43], 보아 마리골드[44], 비스타[45], 코토리[46], 호토리[47] 코즈키 모모노스케[48], 베르고[49], 디아만테[50], 트레볼[51], 쿠로즈미 칸주로[52], 돈키호테 도플라밍고[53], 카쿠[54], 쟈브라[55], 후쿠로[56], 칼리파[57], 쿠마도리[58], 모몬가[59], 블루노[60], 돈 칭자오(본명:칭자오)[61], 돈 사이(본명:사이)[62], 캐번디시[63], 더글라스 불릿[64], 바질 호킨스[65], 에드워드 위블[66], 페드로[67], 이누아라시[68], 바스티유[69], 샬롯 링링[70], 샬롯 페로스페로[71], 샬롯 크래커[72], 샬롯 스무디[73], 샬롯 다이후쿠[74], 샬롯 오븐[75],페이지 원,[76] 울티, 카이도[77], 오키쿠(키쿠노죠)[78], 효고로, 몰리[79], 벨로 베티[80], 이조[81], 유스타스 키드[82], 아라마키, 블랙마리아[83], 퀸[84], 사사키[85], X 드레이크[86], 잭[87], 킹(알베르)[88], 후즈 · 후[89], 야마토[90], 카라스[91], 린드버그[92], 라이조[93], 슈텐마루(아슈라 동자)[94], 쿄시로(덴지로)[95], 골드 로저(골 D. 로저)[96], 코즈키 오뎅[97],   네코마무시[98], 킬러(카마조)[99], 스크래치멘 아푸[100], 돌, 마커스 마즈 성[101], 블루그래스[102], 우르반[103], 스코커 가반

- 무장색(武裝色)[104]
  - 사용자의 신체에 기운을 둘러 단단한 갑옷처럼 둘러 사용하는 패기. 무장색이 둘러진 신체나 물건은 모두 검은빛을 띈다. 자신에게 오는 공격의 데미지를 전부 반감시키며, 공격에 응용하면 악마의 열매 능력자(특히 자연계 능력자, 일부 초인계 능력자)의 실체를 공격할 수 있다. 무장색의 패기는 칼이나 화살, 총알 등 무기에 깃들게 해 위력을 증가시킬 수도 있다. 여인섬 구사의 전사들과 해군의 중장 이상은 모두 무장색을 사용한다. 무장색 패기를 강화하면 손을 닿지 않고도 공격이 가능하다.[105]
  - 사용자 : 몽키 D. 루피[106], 롤로노아 조로, 상디, 몽키 D. 가프, 실버즈 레일리, 쥬라큘 미호크, 센토마루, 보아 행콕, 보아 썬더소니아, 보아 마리골드, 에드워드 뉴게이트, 비스타, 마르코, 조즈, 샹크스, 쿠잔, 볼사리노, 사카즈키, 페콤즈, 트라팔가 로, 스모커, 마가렛, 스위트피, 베르고, 타시기, 돈키호테 도플라밍고, 돈 칭자오(본명:칭자오), 부우, 돈 사이(본명:사이), 사보, 지저스 바제스,  X 드레이크, 베라미, 피카, 킨에몬, 쿠로즈미 칸주로, 잇쇼, 샬롯 크래커, 샬롯 카타쿠리, 샬롯 링링, 징베, 샬롯 카덴차, 샬롯 카운터, 샬롯 카발레타, 쿵푸 듀공, 반디 월드, 제파, 공명, 다이스, 로브 루치,[107] 프로디, 배트맨(박쥐 smile), 효고로, 스피드(말 Smile), 알파카맨(알파카 Smile), 카와마츠[108], 코즈키 오뎅, 골드 로저(골 D. 로저), 더글라스 불릿[109], 유스타스 '캡틴' 키드[110], 스튜시[111], 센고쿠[112], 츠루[113], 마샬 D. 티치[114], 타마고 남작[115], 디아만테[116], 트레볼[117], 울티, 카쿠[118], 쟈브라[119], 후쿠로[120], 칼리파[121], 쿠마도리[122] 모몬가[123], 블루노[124], 캐번디시[125], 시모츠키 류마, 페드로[126], 에드워드 위블[127], 이누아라시[128], 바스티유[129], 샬롯 페로스페로[130], 샬롯 스무디[131], 샬롯 다이후쿠[132], 샬롯 오븐[133], 네코마무시, 쿄시로(덴지로), 슈텐마루(아슈라 동자), 이조[134], 오키쿠(키쿠노죠), 야마토, 카이도[135], 후즈 · 후, 퀸, 시모츠키 우시마루, 후게츠 오무스비, 우즈키 텐푸라, 스크래치멘 아푸[136], 킹(알베르), 벨로 베티[137], 코비[138], 몰리[139], 아라마키, 블랙마리아[140], 페이지 원[141], 잭[142], 사사키[143], 카라스[144], 린드버그[145], 라이조[146], 바질 호킨스[147], 킬러(카마조)[148], 빈스모크 저지[149], 시류[150], 바솔로뮤 쿠마, 에단바론 V. 나스쥬로 성, 블루그래스[151], 주얼리 보니[152], 토사, 돌, 하그왈 D. 사우로, 스코퍼 가반

- 패왕색(覇王色)
  - 자신의 기백을 최대한으로 끌어올려 그 기백을 살기 형태로 전방위에 쏘는 패기. 이 기운을 맞은 상대는 상당한 강자가 아닌 이상은 맞자마자 즉시 그 자리에서 의식이 날아가거나 혼수 상태가 되어서 속수무책이 되어버린다. 다른 이들의 위에 설 수 있는 '왕의 자질' 을 지닌 자에게만 대대로 나타났다고 하며, 제어는 가능하지만 수련으로 획득하는 것은 불가능하다. 최초의 패왕색의 패기는 스토리 상으로는 루피가 날치라이더즈의 버팔로에게 무의식적인 패기 사용으로 최초 공개되었다. 인간의 힘을 뛰어넘는 초인적 힘을 가진 자들의 패기가 서로 충돌할 경우 패기가 발동된다.

- - 사용자 : 몽키 D. 루피, 실버즈 레일리, 보아 행콕, 에드워드 뉴게이트, 샹크스, 포트거스 D. 에이스, 돈키호테 도플라밍고, 돈 칭자오(본명:칭자오), 카이도, 샬롯 링링, 나구리, 샬롯 카타쿠리, 유스타스 키드, 코즈키 오뎅, 골드 로저(골 D. 로저), 롤로노아 조로[153], 야마토, 더글라스 불릿[154], 센고쿠[155], 몽키 D. 가프[156], 토프먼 워큐리 성[157], 마커스 마즈 성, 제이가르시아 새턴 성, 조이보이, 스코커 가반, 맨마이어 군코, 임(이무)

### 악마의 열매의 각성&패기의 각성
- 크로커다일을 통해 언급된 임펠 다운의 동물 옥졸수들의 동물계 능력의 각성과 루피와 도플라밍고의 싸움에서 도플라밍고의 언급을 통해 악마의 열매의 각성이라는 단계에 대해 언급이 되었다
- 이 "각성"은 자신의 영향력에 있는 모든 것 혹은 제어할 수 있는 물체 등을 통해 자신의 능력으로 바꾸거나 이용할 수 있다는 연구가 나왔다.

(EX.도플라밍고의 마을을 실로 바꾼 것. 아오키지의 얼음을 통한 아카이누 공격. 키자루의 먼지를 이용한 흰 수염 타격)
- 이를 통해 "많은 원피스 커뮤니티에서는 패기에도 각성의 단계가 있을수도 있다."라는 연구가 진행중
- "패왕색의 패기의 각성자들은 날씨와 자연환경을 스스로가 컨트롤할 수 있다."라는 연구글이 나오고 있다.

(EX.로저의 금사자 시키와의 에드워드 해전에서의 날씨로 인한 로저의 승리(로저의 패왕색의 패기 2차각성이라는 주장), 몽키 D. 드래곤의 로그타운에서의 날씨조정[그러나 반론으로 드래곤은 날씨조정열매라는 주장도 언급되고 있다.])
- 원피스 필름 골드에서 나오는 테소로도 도플라밍고처럼 악마의 열매의 각성한 능력자다. 도시 전체를 황금으로 뒤엎을 수도 있다. 테소로 같은 경우는 도시 전체의 있는 모든 황금을 자기 것으로 만들어 도시 전체에 있는 황금으로 도시를 뒤엎는다.
- 샬롯 카타쿠리도 모든 지면을 떡으로 뒤엎을 수 있는 각성계 능력자이다.

### 자연 현상
원피스에서는 여러 가지 자연 현상이 묘사된다.
녹 업 스트림
그랜드 라인의 섬 자야 근방의 바다에서 일어나는 용오름 현상의 하나. 자야의 주민 몽블랑 크리켓에 의하면 해저에 있는 동굴에 모인 저온의 해수가 지열에 의해 증기로 변하고, 그 압력으로 엄청난 폭발을 일으켜 발생하는 것이 녹 업 스트림이라고 한다.
아쿠아 라구나
그랜드 라인의 섬 워터 세븐을 1년마다 덮치는 대형 해일.

## D
작 중의 천룡인이 적대시하는 D의 의지를 갖고 있는 일족. 예로 故 골 D. 로저, 몽키 D. 루피, 몽키 D. 드래곤, 몽키 D. 가프, 故 포트거스 D. 에이스, 故 포트거스 D. 루즈, 트라팔가 D. 워텔 로, 故 하그왈 D. 사우로 , 마샬 D. 티치, 故 록스 D. 지벡, 故 네펠타리 D. 릴리 등이 있다.

## 지명 정보
- 여기서는 리버스 마운틴 이후 나오는 그랜드 라인의 지명을 따라 밀짚모자 해적단의 행적을 서술한다.
- 리버스 마운틴을 넘기 전 밀짚모자 해적단의 행적 또는 스토리 정보는 원피스의 등장인물 목록 문서 또는 원피스의 방영 목록 문서를 참조하시오.

### 위스키 피크 ~ 알라바스타
위스키 피크(Wisky Peak)(애니메이션 한국판 - 선인장 피크)
리버스 마운틴을 넘어, 그랜드 라인에서 밀짚모자 해적단이 처음으로 다다른 섬.
바로크워크스 일당이 점거하고 있었으며, 그 섬의 주민들이 전부 다 바로크워크스의 행동대원들.
섬의 대부분을 거대한 원형 모양의 산들이 이루고 있으며, 그 표면에 꽂혀 있는 묘비들로 인해 멀리서 보면 꼭 선인장을 보는 것 같다.
리틀 가든(Little Garden)
위스키 피크를 넘어, 그랜드 라인에서 루피 일행이 2번째로 다다른 섬.
그랜드 라인에는 각 섬마다 독자적인 문화나 환경을 고수하는데 아주 고도로 발달된 문명이 있는 가 하면, 아예 문명이 발달되지 않은 섬이 있는데 리틀 가든은 문명이 아예 발달되지 않은 축에 속한다.
선사시대의 모습을 그대로 간직하고 있는 섬이며, 공룡과 고생대에서 볼 법한 식물과 환경들이 이루어져 있다.
모든 게 전부 다 통상 자연 환경보다 거대한 섬이기에 리틀 가든이라는 이름이 어울리지 않는 곳이지만, 그곳에 살고 있는 엘바프족 도리와 브로기에게 있어선 작은 크기의 섬이기 때문에 그런 이름이 붙은 듯 하다.
드럼 섬(Drum Island / 舊 드럼 왕국, 現 벚꽃 왕국)
그랜드 라인에서 밀짚모자 해적단이 3번째로 다다른 섬. 계절로 따지면 겨울 섬이다.
리틀 가든에서 악성 열병 바이러스를 지닌 벼룩의 일종 <케스티아>에 물려, 지독한 열병에 걸린 나미를 치료하기 위해 들른 섬이다.
눈으로 뒤덮인 지반과 섬 가운데 있는 5개의 거대한 기둥 모양의 바위산이 특징이며, 대대로 드럼 왕가가 이 섬을 지배하고 있다.
검은 수염 해적단에 의해 한 번 괴멸에 가까운 타격을 입었으며, 그 때 국왕이었던 와포루는 도망을 갔다. 그 후 와포루의 성은 Dr. 쿠레하가 점거해 주거지로 사용하고 있으며 쵸파를 조수로 두고 있었다.
후에 다시 쳐들어온 와포루를 격퇴하고, 쵸파가 배에 승선했으며, 그 과정에서 Dr. 히루루크가 만들어낸 공기 중의 입자에 달라붙는 분홍빛의 가스를 이용해 겨울에 벚꽃이 피는 아름다운 장관을 연출하였으며 그 후로 Dr. 히루루크의 유지를 이어 벚꽃 왕국으로 이름을 개명하고 또한 왕국 수비 대장이었던 도르돈이 국왕이 되었다.
모래 섬 (Sandy Island) / 알라바스타 왕국(Aravasta)
루피 일행이 그랜드 라인에서 4번째로 다다른 섬. 사막의 왕국이다.
1년 내내 건조하고 무더운 기후를 지니고 있으며, 비가 거의 오지 않는 기후이기 때문에 비를 내리게 하는 불법 화학물인 <댄스 파우더>가 암암리에 판매되기도 하는 사태도 벌어진다. 크로커다일의 계략으로 인해 왕국에 반감을 가지고 움직이는 반란군과 전쟁을 벌이고 있었다.
북동쪽에 수도인 아르바나가 존재하며, 그 아래로는 항구도시 나노하나(애니메이션 한국판 - 카슈바바), 그리고 물길을 트는 강이 있는 마을인 카토레아, 그리고 알라바스타 대륙을 가로지르는 강을 건너 북서쪽에는 크로커다일이 세운 마을이자 카지노 레인 디너즈가 있는 마을인 레인 베이스, 그리고 그 바로 아래에는 반란군 리더 코자의 고향인 사막도시 유바. 그리고 그 아래에는 에르마루(애니메이션 한국판 - 에르말)라는 마을이 존재한다.
루피 일행을 따라온 이가람과 네펠타리 비비의 고향이며 루피가 에이스를 후샤마을에서 헤어진 후 처음으로 만난 곳이다.
루피 일행은 바로크 워크스 일당과 싸워 승리하고, 루피는 칠무해 크로커다일에게서 승리한다.
바로크워크스(애니메이션 한국판 - 바로크 주식회사)의 음모를 막고 크로커다일을 쓰러뜨린 후, 알라바스타는 후에 눈부실 만큼 엄청난 문화 부흥을 이루게 된다. 이후, 바로크워크스(애니메이션 한국판 ― 바로크 주식회사)의 부사장이었던 니코 로빈이 루피 일행이 된다.

### 자야 섬 ~ 롱링롱 랜드
자야 섬(Jaya Island)
원작에서 루피 일행이 그랜드 라인에서 5번째로 다다른 섬.
꿈을 꿀 수 없는 마을 모크 타운과 꿈을 꿀 수 없는 섬 자야로 나뉘어 있다.
모크 타운에서 루피 일행이 베라미 해적단에게 비웃음을 당하고 '검은 수염' 마샬 D. 티치와 처음으로 만난다.
하늘섬으로 가기 위해 사루야마 연합군의 도움을 받아 사우스 버드를 잡는다. 그리고 루피가 다시 모크 타운에 가서 베라미에게서 승리하고 밀짚모자 해적단은 녹 업 스트림을 타고 하늘섬으로 간다.
원래는 섬 전체가 두개골 모양의 형상을 하고 있었지만 녹 업 스트림으로 인해 섬의 반쪽이 날아갔으며 날아간 반쪽은 하늘섬의 백백해로 올라가 현재 에넬과 신관들이 관리하는 성역인 <어퍼야드>가 되었다.
하늘 섬(Skypiea / 空島)
원작에서 루피 일행이 그랜드 라인에서 6번째로 다다른 섬.
섬을 이루고 있는 구름인 섬구름(島雲)과 바다를 이루고 있는 구름인 바다구름(雲海)이 있으며 7000m 상공에 있는 구름의 바다를 백해(白海)라고 부르고 그 위의 10000m에 위치한 구름의 바다를 백백해(白白海)라고 부르는데 하늘섬은 바로 이 백백해에 존재한다.
백백해에서 가장 가까운 곳에 존재하는 엔젤 비치(Angel Beach)를 통해 하늘섬 주민들이 사는 마을에 들어갈 수 있으며 마을
루피 일행이 갓 에넬 일당과 싸운 곳이다.
임팩트 다이얼 등의 산지 겸 주요 소비지이기도 하다.
롱 링 롱 랜드(Long Ling Long Land)(애니메이션 한국판 - 길다롱 랜드)
원작에서 루피 일행이 그랜드 라인에서 7번째로 다다른 섬.
나무, 동물들을 포함한 모든 사물들이 굉장히 긴 섬이다.
밀짚모자 해적단이 폭시 해적단과 만나 데이비 백 파이트를 치르고 승리한다.
원작에서는 데이비 백 파이트를 치르고 난 후 이 섬에서 해군 대장 아오키지와 만나고 로빈이 동요하기 시작했으며, 루피가 아오키지에게 패배한다.

### 워터 세븐 ~ 스릴러 바크
워터 세븐{Water Seven(W7)} I
원작에서 루피 일행이 그랜드 라인에서 8번째로 다다른 섬. 아이스버그가 시장으로 재임한다.
우솝이 고잉 메리 호 문제로 인해 루피와 싸웠으나 패배하여 해적단을 나가고, 로빈 또한, CP9에 의해 해적단을 나가게 된다.
밀짚모자 해적단은 아이스버그 저택에서 CP9과 맞붙었으나 패배를 맛보고, 이로 인해 아이스버그를 공격했다는 누명을 벗게 된다.
로빈은 CP9에 의해 바다 열차에 타게 되고, 프랑키가 연행되고, 상디가 그 뒤를 따라가 바다 열차에 탄다.
루피, 조로, 나미, 쵸파 일행은 또 다른 바다 열차인 로켓맨을 타고 앞의 바다 열차를 따라가 에니에스 로비로 향한다.
에니에스 로비(Enies Lobby)
원작에서 루피 일행이 그랜드 라인에서 9번째로 다다른 곳.
현재는 버스터 콜로 인해 파괴된 곳이다. 정의의 문과 연결되어 있었다.
워터 세븐에서 가까우며 정부의 3대 권력 기관 중 사법 기관이 있는 곳이다.
루피 일행이 CP9과 겨룬 후 고잉 메리호로 탈출한 장소이기도 하다.
싸움에 진 전(前)CP9는 해적의 배를 빼앗아 어딘가로 유유히 떠났다. (모두 회복을 하고 현재는 정부에게 쫓기고 있다.)
워터 세븐{Water Seven(W7)} II
밀짚모자 해적단은 사망 선고를 받은 고잉 메리호를 불태우며 고잉 메리호와 이별을 한다. 또한 가프 중장, 코비, 헤르메포와 만나 루피의 아버지인 몽키 D. 드래곤, 신세계에 대한 정보를 알게 된다.
루피가 3억 베리, 조로가 1억 2천만 베리, 로빈이 8천만 베리, 상디가 7천 7백만 베리, 프랑키가 4천 4백만 베리, 우솝(저격왕)이 3천만 베리, 나미가 1천 6백만 베리, 쵸파가 50베리의 현상금이 걸리게 된다.
프랑키, 아이스버그, 갈레라 컴퍼니 조선공들이 모두 모여서 며칠 후에 사우전드 써니 호를 완성한다.
프랑키가 동료로 들어오게 되고, 우솝과 로빈이 다시 해적단의 일원으로 써니 호에 승선한다.
스릴러 바크(Thriler Bark)
원작에서 루피 일행이 그랜드 라인에서 10번째로 다다른 곳. 칠무해 겟코 모리아 하에 페로나, 압살롬, 닥터 호그백, 그 외 장군/동물/기타 좀비들이 있었다.
본래 겟코 모리아의 대형 해적선이며 루피 일행과 모리아 일당이 겨룬 곳이다.
루피가 겟코 모리아를 비공식적으로(정부의 정보 공개 불허 방침으로 인해) 쓰러트린 장소이다.
밀짚모자 해적단은 겟코 모리아의 열매의 능력과 좀비들의 방해로 그림자를 모두 뺏기게 되고, 루피의 그림자는 마인 오즈에게 들어갔다. 루피 일행은 고전하였지만, 루피가 나이트메어 루피가 되어 역전하였고, 일행이 다시 힘을 얻어 여럿이 함께 마인 오즈와 모리아를 쓰러뜨린다. 아침이 되자 밀짚모자 해적단 암살 지령을 받은 칠무해 바솔로뮤 쿠마가 나오지만, 조로가 루피를 대신해 고통을 받겠다고 자청하였고, 온통 피투성이가 되었지만 살았다. 하지만 그 여파가 샤본디 제도 I까지 미치게 된다.

### 샤본디 제도 ~ 해군 본부
샤본디 제도(Shavondi Island) I
원작에서 루피 일행이 그랜드 라인에서 11번째로 다다른 섬. 많은 수의 야루키만 망그로브가 이 제도를 형성했다. 바로 앞에는 해군 본부가 있었다.(단 , 2년 전까지만 그렇게 했으며, 아카이누에 의해 해군본부는 신세계로 이전 되었다. ) 1번~79번 그로브까지 있다.
그로브 지역 소개
0번대~20번대 그로브 : 무법지대 밀집지역
30번대 그로브 : 유원지 밀집지역
40번대 그로브 : 선물 및 기념품 가게 밀집지역
50번대 그로브 : 조선소 및 코팅 장인 밀집지역
60번대 그로브 : 샤본디 제도 정문 출입구 및 해군 주둔 기지
70번대 그로브 : 기타 밀집지역
루피 일행 및 초신성들은 어인섬 및 신세계로 가기 위해 배를 코팅하기 위해서 이 섬으로 온다.
천룡인 폭행 사건이 일어나고, 해군 대장 키자루가 출동한다.
루피 일행은 로저 해적단 부선장 "명왕" 레일리와 만나 故 골 D. 로저에 대한 이야기를 듣게 된다.
해군의 비밀병기이며 바솔로뮤 쿠마의 모습을 닮은 파시피스타가 처음으로 언급된다.
밀짚모자 해적단이 파시피스타, 센토마루, 그리고 해군 대장 키자루에게 포위되어 절체절명을 겪게 된다.
결국 밀짚모자 해적단은 후에 나타난 칠무해 바솔로뮤 쿠마에 의해 사라져 완전붕괴를 맛보았다.
아마존 릴리(Amazone Lili)
바솔로뮤 쿠마에 의해 날려진 루피가 떨어진 섬이다. 캄 벨트에 위치해 있으며, 여전사들만 사는 여인섬이다. 칠무해 중 한 명인 '해적 여제' 보아 행콕이 다스리고 있다.
원작에서 루피가 12번째로 다다른 섬이다. 정상전쟁 이후 근처의 무인도에서 수련을 한다.
쿠라이가나 왕국(Kuraigana Kingdom)(애니메이션 한국판-어두우르가나 섬)
바솔로뮤 쿠마에 의해 날려진 조로가 떨어진 섬이다. 과거 왕국이 존재했으나 멸망한 장소. 그랜드 라인에 위치해 있으며, 미호크와 페로나가 머무르고 있다.
웨더리아(Weatheria)
바솔로뮤 쿠마에 의해 날려진 나미가 떨어진 섬이다. 작은 하늘섬이라고도 불리며, 기후를 연구분석도 하고 날씨를 판매하는 곳이기도 하다. 이곳의 과학자들은 엄청난 수준의 기상과학을 숙지하고 있다.
보인 열도(Boin Island)
바솔로뮤 쿠마에 의해 날려진 우솝이 떨어진 섬이다. 그랜드 라인에 위치해 있으며, 헤라클레슨이 상주하고 있다. 사실은 섬 하나가 거대한 식육식물로, 학명은 '스토막 바론(Stomach Baron)'이다.
가장 가운데 지역은 그 식물의 입으로 다가갈수록 맛있는 냄새가 강해지기 때문에 섬 밖에서도 계속 해수와 해왕류 등의 동물이 들어온다. 일정한 시간마다 섬의 꼭지점이 들어 올려져 섬에 들어온 동물들이 모두 입으로 떨어져 섬의 먹이가 된다.
카마밧카 왕국(Kamabattka Kingdom)
바솔로뮤 쿠마에 의해 날려진 상디가 떨어진 섬이다. 그랜드 라인에 위치해 있으며, 뉴하프들이 모여 살고 있다. 뉴하프 왕이자 혁명군 간부 엠포리오 이반코프가 다스리고 있다. 몸을 강화 시켜주는 음식의 레시피들을 소지하고 있다. 현재는 검은 수염 해적단에 의해 바르티고를 잃은 혁명군 총 본부를 이쪽으로 옮겼다.
토리노 왕국(Torino Kingdom)
바솔로뮤 쿠마에 의해 날려진 쵸파가 떨어진 섬이다. 사우스 블루에 위치해 있으며, 새의 왕국이라고도 불린다. 그곳에 사는 주민들은 겉보기에는 뒤떨어진 문명을 가진 원주민 같았지만 상당한 수준의 기술과 의료 지식을 가지고 있다.
테킬라 울프(Tequila Wolf)
바솔로뮤 쿠마에 의해 날려진 로빈이 떨어진 섬이다. 이스트 블루에 위치해 있으며, 건설 중인 다리가 있다. 세계정부에 반기를 든 나라의 백성들이 끌려와 이곳에서 노동을 한다. 현재는 혁명군에 의해 점령된 상태였지만, 사황 중 한 명인 '검은 수염 해적단' 에게 본부가 파괴되었다.
미래국. 벌지모아(Future Country. Verlgimore)
바솔로뮤 쿠마에 의해 날려진 프랑키가 떨어진 섬이다. 그랜드 라인에 위치해 있으며, 세계 최고의 과학 기술력을 자랑한다. 정부의 천재과학자 Dr. 베가펑크의 고향이다.
하라헷타냐 왕국(Harahettanya Kingdom)
바솔로뮤 쿠마에 의해 날려진 브룩이 떨어진 섬이다. 그랜드 라인에 위치해 있다. 수장족에 의해 괴롭힘을 당하던 주민들이 살고 있다.
임펠 다운(Impel Down)
원작에서 루피가 13번째로 다다른 곳. 현상금이 걸린 해적과 범죄자들을 수용하는 세계 제일의 해저 대감옥이며 캄 벨트에 위치해 있고 타라이 해류와 정의의 문이 있다.
서장 마젤란, 부서장 한나발, 간수장 사디, 옥지기장 살데스, 간수장 도미노 등이 근무하고 있다. 임펠 다운 대탈옥 사건 이후 마젤란과 한나발의 직급이 바뀌었다.
임펠 다운 레벨별 지옥 소개
Lv 1. 홍련 지옥(수감되었었던 해적: "광대" 버기(현재 탈옥)등): 본 지옥에는 나무, 풀 등이 모두 가시이고, 옥지기인 블고리가 많이 있다.
Lv 2. 맹수 지옥(수감되었었던 해적: Mr.3(현재 탈옥)등): 본 지옥에는 퍼즐 전갈, 바실리스크, 맨티코어, SPHINX(스핑크스)등의 흉폭한 맹수들이 많이 있다.
Lv 3. 기아 지옥(수감되었었던 해적: Mr.2 봉쿠레(현재 Lv 5.5에 은신)등): 본 지옥에는 포악한 옥졸수 미노타우로스 등이 있고, 블고리 지휘관인 살데스가 Lv 3을 담당하고 있다. 초열 지옥에서 올라오는 열로 인해 땅이 굉장히 뜨겁고, 물, 식량 등을 주지 않는 고문으로 인해 기아 상태 혹은 뼈가 드러나 죽은 죄수들도 있다.
Lv 4. 초열 지옥(수감되었었던 해적: Mr.1 다즈 보네스(현재 탈옥) 등): 본 지옥은 1,000°C를 넘을 정도로 아주 뜨거운 지옥이며, 서장 마젤란의 사무실이 있다.
Lv 5. 극한 지옥: 본 지옥은 초열 지옥과는 달리 아주 추운 지옥이다. 군대 울프가 많이 서식하고 있다.
Lv 5.5. 뉴커머 랜드: 혁명군 엠포리오 이반코프 및 이나즈마와 뉴커머들이 있었지만, 현재는 대부분 탈옥, 남아있는 주민들 중에서 봉쿠레(벤담)이 새로운 뉴커머의 여왕으로 추대되어 잘 살고 있다고 한다.
Lv 6. 무한 지옥: 최악의 범죄를 저질렀거나 현상금이 억을 넘었던 해적, 범죄자들이 수감된 곳. 과거 행적이 너무도 악랄하여 존재 자체가 지워진 자들이 모여있다. 바다 가장 아랫층에 있다.
지옥별 수감자(범죄자 및 해적들)
골 D. 로저(현재 사망), "불주먹" 포트거스 D. 에이스(현재 사망), "비" 시류(현재 탈옥), "금사자" 시키(현재 재수감/원작, 원작에는 나오지 않는다.)
前 칠무해 "해협" 징베(현재 탈옥), 前 칠무해 "Mr.0" 크로커다일(현재 탈옥)
"거대 전함" 산 후안 울프(현재 탈옥), "악정왕" 아발로 피사로(현재 탈옥), "주호" 바스코 샷(현재 탈옥), "초승달 사냥꾼" 카타리나 데본(현재 탈옥) 등
해군 본부(Navy Head Office/Marine Ford)
원작에서 루피가 14번째로 다다른 곳. 故 에이스의 처형을 둘러싸고 흰 수염 해적단 및 신세계 해적단과 해군이 정상 결전을 벌인 곳.
정의의 문과 연결되어 있었으며 정상 결전 도중 루피 및 탈옥수들이 전쟁에 참전한 장소.
루피는 에이스를 천신만고 끝에 구해내었으나, 에이스는 루피를 구하려다 아카이누 前 해군 대장(현 해군 원수)에게 죽임을 당하고 루피는 실의에 빠진다.
그 때 검은 수염이 시류와 전설의 해적들인 탈옥수들과 함께 나타나 일당들과 함께 故 흰 수염(에드워드 뉴게이트)을 일제 공격하여 죽이고, 검은 수염(마샬 D. 티치)은 故 흰 수염(에드워드 뉴게이트)의 능력을 빼앗는다.
징베, 이반코프, 이나즈마, 크로커다일 등이 힘을 다해서 루피를 구해내었고, 버기가 징베와 루피를 받아 정상결전 종반부에 나타난 트라팔가 로게 넘긴다.
그 다음 샹크스가 나타나 해군, 검은 수염을 저지시키고, 정상 결전은 종전으로 끝난다.
후에 해군 본부는 해군 지부 G1과 자리를 변경하였다.
샤본디 제도(Shavondi Island) II
바로 앞에 해군 지부 G1이 있고, 2년 후에는 해군 본부의 이전으로 인해 치안이 낮아져 60번대 그로브를 제외하고 무법 지대로 변한다.
2년 후, 밀짚모자 해적단이 각자의 수련을 하고 다시 이 섬에 모이고 어인섬으로 출항한다.

### 어인섬 ~ 현재
어인섬(Fishman Island)
원작에서 루피 일행이 15번째로 다다른 곳. 어인섬의 파괴를 막기 위해 밀짚모자 해적단과 신(新) 어인 해적단이 전투를 벌인 곳.
그랜드 라인의 마지막 섬이며, 레드 라인에 있는 성지 마리조아의 바로 밑 해저 10,000m에 위치해 있다. 어인족과 인어족이 모여 살고 있으며, '해신(海神)' 넵튠이 다스리고 있다. 섬 밖에는 불량배들이 모여있는 '어인가(현재 폐쇄됨)'가 있다.
펑크 하자드(Punk Hazard)
원작에서 루피 일행이 16번째로 다다른 곳.
과거 정부 소속 과학자들에 의해 온갖 생체 실험이 자행되었던 곳이며, 아오키지와 아카이누의 결투가 벌어지기도 한 곳이다. 이 결투로 인해 한쪽엔 용암이 펄펄 끓는 활화산이며, 그 반대는 눈만 내리는 거대한 얼음 빙산이 되었다. 현재는 전(前) 정부 소속 과학자인 시저 클라운이 연구소를 지어 연구 중이며, 칠무해가 된 트라팔가 로가 은신하고 있었다. 이 연구소에서는 인조 동물계 악마의 열매를 카이도에게 팔고 있었다. 그리고 여기서 코즈키 모모노스케가 인공 악마의 열매를 먹었다.
드레스 로자(Dress Rosa)
원작에서 루피 일행이 17번째로 다다른 곳.
사람들의 복장과 건물 양식 등이 유럽풍을 띄고 있으며, 칠무해 중 한 명인 돈키호테 도플라밍고가 다스리는 나라이다. 드레스 로자에 있는 코리다 콜로세움에서는 주민들 사이에 인기있는 대난투가 행해진다. 포트거스 D. 에이스의 사망으로 재생된 이글이글 열매가 걸린 코리다 콜로세움의 난투경기에 참가한 루피는 '루시'라는 이름으로 참가하지만 혁명군 참모 총장이 된 사보와 재회하고, 사보가 루피 대신 출전하여 이글이글 열매를 먹게 된다. 대전투 이후 돈키호테 패밀리는 해군 중장 츠루에게 체포되고, 리쿠 왕가가 복위한다. 또한, 몽키 D. 루피가 5억 베리, 롤로노아 조로가 3억 2000만 베리, 나미가 6600만 베리, 우솝이 2억 베리, 상디가 1억 7700만 베리(생포한정), 토니토니 쵸파가 100베리, 니코 로빈이 1억 3000만 베리, 프랑키가 9400만 베리, 브룩이 8300만 베리로 걸리게 된다.
그린 비트(Green Bit)
원작에서 루피 일행이 18번째로 다다른 곳
드레스로자의 근처에 있는 숲이 우거진 섬. 지하에는 난쟁이족의 왕국인 톤타타 왕국이 있다.
조(Zou)
원작에서 루피 일행이 19번째로 다다른 곳
밍크족이 거주하는 섬으로, 아주 거대한 코끼리의 등 위에 있는 섬이다. 섬을 지고 있는 코끼리는 근해의 안개 속에서 약 1000년가량 헤멨다고 전해지며, 이로 인해 밍크족도 약 1000년 동안 외부와 단절된 채 살아왔다고 한다. 이름의 유래는 코끼리를 뜻하는 일본어.
토트 랜드(Totto Land)
(더빙판 : 홀케이크 아일랜드)
원작에서 루피 일행이 20번째로 다다른 곳
신세계에 위치하고 있는 해역이며, 사황 중 한 명인 빅 맘(샬롯 링링)이 다스리고 있는 나라이다.
와노쿠니
원작에서 루피 일행이 21번째로 다다른 곳
신세계에 위치하고 있는 해역이며, 옛날에는 故 코즈키 오뎅이 다스렸으나 지금은 사황 중 한명인 카이도가 그땅을 빼앗아 故 코즈키 오뎅을 죽이고 다스리고 있는 나라이다.
와노쿠니에 사는 모든 여자들의 이름들 앞에 모두 '오' 자가 붙는다. 이것은 성이 오씨가 아니라 접두사의 일종이다. 그리하여, '오'자를 뺀 이름이 진짜 이름이다.
모든 해루석을 만든 나라이기도 하다.
'우동'이라는 죄수 채굴장 및 무기 공장이라는 곳에서는 죄수들을 노동시키는 곳이 있다.
꽃의 도읍에 있는 '에비스 마을'이라는 곳은 떡고물로 살아가는 마을로 여기 사는 모든 사람들은 사황 중 한 명인 카이도와 故 쇼군(쿠로즈미 오로치)가 들여온 'SMILE'이라는 열매 때문에 모든 감정들이 웃는 것으로 하나가 되었다.

## 사건
정상결전
해군과 해적이 맞붙은 전투 중 가장 큰 규모의 전투로 이 전투는 여러 가지 의미에서 원피스 세계관 자체를 완전히 변모시켰다. 패배한 해적은 전설적 영웅 故 흰 수염(에드워드 뉴게이트)가 전사했고 이글이글 열매 능력자인 故 포트거스 D. 에이스가 전사함에 따라 이글이글 열매가에서 다시 생겨났다. 승리한 해군 역시 엄청난 인명피해를 입는 바람에 파격적인 대규모 진급이 실시되었다. 얼마나 파격적이냐 하면 중사, 상사, 소위 등 이렇게 부사관이거나 초급 장교들이 무더기로 대령으로 진급했고 소령, 중령, 대령 등의 영관급 장교들이 중장급 장성으로 대거 진급했다.

## 참고 사항
1. ↑  류구 왕국은 아직 가입하지 못했다. 회원국이 아니라서 어인이나 인어를 노예로 팔아도 불법이 아니다.
2. ↑  밀짚모자 일당과 알라바스타 공주 비비와의 이별 장면에서 세계 정부 직하의 해군이라면 회원국 인사도 죄인으로 처분할 수 있는 가능성이 시사되고 있다.
3. ↑  네펠타리 가(家)는 마리조아로의 이주를 거절했기 때문에 사실은 19가문이다.
4. ↑  사망하면서 무효.
5. ↑  리버스 마운틴을 통과하지 않아도 그랜드 라인의 양 옆에 존재하는 캄 벨트(Calm Belt)라는 해역을 건너 위대한 항로의 중반에 진입하는 방법도 있지만 캄 벨트는 바람이 전혀 불지 않는 무풍지대인데다가 거대 해왕류들의 서식지이기 때문에 함부로 진입하는 것이 불가능하다.(유일한 예외인, 해군이 소지하는 군함은 해루석을 배 밑창에 깔아서 해왕류가 눈치채지 못하기 때문에 캄 벨트를 넘나들 수 있다.)
6. ↑  동물계 능력자의 인수형과 유사하다.
7. ↑  단, 문어 인어나 오징어 인어의 경우 다리를 갖기 때문에 이 과정을 거치지 않고 육상생활이 가능하며, 남자의 경우도 마찬가지이다.
8. ↑  KBS 더빙판 : 타라
9. ↑  비브르카드 원피스 도감 부스터팩
10. ↑  CP9 前 멤버
11. ↑  비브르카드 부스터팩, 지회 잔신(紙繪 殘身)
12. ↑  사용하는 장면은 안나왔지만, 前 CP9 멤버였던 후즈 · 후도 사용가능 할 것이다.
13. ↑  밀짚모자 해적단 중에선 상디 이외에도 루피도 기어 4(기어 포스)를 쓰면 두 발을 월보처럼 쓸 수 있어 하늘을 날 수 있고, 조로도 월보와 비슷한  기술 중 하나인 이검류 '클리어 랜스'가 있다.
14. ↑  '철괴 아섬'
15. ↑  2년후 한 층 강해진 로브 루치는 손가락만이 아닌 손 전체를 관통시킬 수 있는 수건(手銃)을 사용하여서 센토마루의 몸을 관통시켰다.
16. ↑  나는 지건
17. ↑  인건 ,아건, 지건-반
18. ↑  무장색 패기를 싣은 양 손을 쟈브라의 십지건과 비슷한 자세로 '토사 깨물기'라는 지건을 사용한다.
19. ↑  비브르카드 부스터팩 11탄에서 밝혀짐.
20. ↑  원피스 팬북 비브르카드 부스터팩 1권에서 밝혀짐.
21. ↑  원피스 팬북 부스터팩 2권에서 밝혀짐. 오니가시마 옥상에서 카이도와 루피랑 대결에서 루피의 목소리가 사라진 걸 알게 된다. 그 이후, 루피가 살아있다는 걸 알게 된다.
22. ↑  비브르카드 부스터팩 1권에서 밝혀짐.
23. ↑  비브르카드 부스터팩 4권에서 밝혀짐.
24. ↑  비브르카드 부스터팩 4권에서 밝혀짐. 에그 헤드에서 제이가르시아 새턴 성이 나타나는 걸 감지함.
25. ↑  비브르카드 부스터팩 5탄
26. ↑  비브르카드 부스터팩 6권에서 밝혀짐.
27. ↑  비브르카드 부스터팩 8권에서 밝혀짐.
28. ↑  비브르 카드 부스터팩 6권과 21권에서 밝혀짐. 1044화에서 루피의 숨이 붙어있는 걸 알게 되고 나미한테 루피가 살아있다고 말을 한다.
29. ↑  비브르카드 부스터팩 6권에서 밝혀짐.
30. ↑  비브르카드 부스터팩 10권에서 밝혀짐.
31. ↑  비브르 카드 부스터팩 2탄에서 밝혀짐.
32. ↑  비브르카드 부스터팩 2탄에서 밝혀짐.
33. ↑  비브르카드 부스터팩 2탄, 15탄
34. ↑  비브르카드 부스터팩 2탄
35. ↑  비브르카드 부스터팩 2탄
36. ↑  비브르카드 부스터팩 2탄에서 밝혀짐.
37. ↑  비브르카드 부스터팩 9탄
38. ↑  비브르카드 부스터팩 9탄
39. ↑  비브르카드 부스터팩 9탄, 비브르카드 부스터팩 21탄
40. ↑  비브르카드 부스터팩 10탄에서 밝혀짐.
41. ↑  비브르카드 부스터팩 6권에서 밝혀짐.
42. ↑  비브르카드 부스터팩 3권에서 밝혀짐.
43. ↑  비브르카드 부스터팩 3권
44. ↑  비브르카드 부스터팩 6권
45. ↑  비브르카드 부스터팩 6권에서 밝혀짐.
46. ↑  비브르카드 부스터팩 11탄
47. ↑  비브르카드 부스터팩 11탄.
48. ↑  비브르카드 12탄에서 밝혀짐.
49. ↑  비브르카드 부스터팩 12탄
50. ↑  비브르카드 부스터팩 14탄
51. ↑  비브르카드 부스터팩 14탄
52. ↑  비브르카드 부스터팩 14탄
53. ↑  비브르카드 부스터팩 14탄
54. ↑  비브르카드 부스터팩 15탄
55. ↑  비브르카드 부스터팩 15탄
56. ↑  비브르카드 15탄
57. ↑  비브르카드 15탄
58. ↑  비브르카드 15탄
59. ↑  비브르카드 15탄
60. ↑  비브르카드 15탄
61. ↑  비브르카드 16탄
62. ↑  비브르카드 16탄
63. ↑  비브르카드 16탄
64. ↑  원피스 스탬피드
65. ↑  바쿠라 마을 입구에서 삿갓을 쓰고 자신의 앞을 가로 막은 트라팔가 로를 보고는 강하다는 걸 느꼈다.
66. ↑  비브르카드 18탄
67. ↑  비브르카드 18탄
68. ↑  비브르카드 18탄, 22탄
69. ↑  비브르카드 18탄
70. ↑  비브르카드 부스터팩 20탄, 비브르카드 부스터팩 23탄 정발권
71. ↑  비브르카드 부스터팩 20탄
72. ↑  비브르카드 부스터팩 20탄
73. ↑  비브르카드 부스터팩 20탄
74. ↑  비브르카드 부스터팩 20탄
75. ↑  비브르카드 부스터팩 20탄
76. ↑  울티와 같이 루피가 강적인 걸 알았채고 울티와  둘이 동시에 공룡으로 변함.
77. ↑  초신성(루피, 조로, 로, 키드, 킬러)들의 목소리가 사라지지 않는 다고 말함.
78. ↑  비브르카드 뉴스타터 세트, 비브르카드 부스터팩 22탄 정발권
79. ↑  비브르카드 부스터팩 21탄
80. ↑  비브르카드 부스터팩 21탄
81. ↑  비브르카드 부스터팩22탄.
82. ↑  해골돔 옥상에서 루피의 목소리가 사라지자 허망한 꿈을 꿨다며 후회하지만,  이후, 트라팔가 로와 같이  루피 목소리를 듣게 된다. 비브르카드 부스터팩 24탄에서 밝혀짐.
83. ↑  비브르카드 부스터팩 23탄 정발권
84. ↑  비브르카드 부스터팩 정발권 23탄
85. ↑  비브르카드 부스터팩 정발권 23탄
86. ↑  비브르카드 부스터팩 24탄 정발권
87. ↑  비브르카드 부스터팩 23탄 정발권
88. ↑  비브르카드 부스터팩 23탄
89. ↑  비브르카드 부스터팩 정발권 23탄
90. ↑  비브르카드 부스터팩 23탄 정발권
91. ↑  비브르카드 부스터팩 정발권 21탄
92. ↑  비브르카드 부스터팩 21탄
93. ↑  비브르카드 부스터팩 22탄
94. ↑  비브르카드 부스터팩 22탄 정발권
95. ↑  비브르카드 부스터팩 22탄
96. ↑  비브르카드 부스터팩 정발권 21탄
97. ↑  비브르카드 부스터팩 21탄
98. ↑  비브르카드 부스터팩 22탄 정발권
99. ↑  비브르카드 부스터팩 24탄
100. ↑  비브르카드 부스터팩 정발권 24탄
101. ↑  에그 헤드 연구실에서 작은 생물의 목소리를 느꼈다.
102. ↑  해군 중장이라 패기를 소유하고 있다.
103. ↑  제이가르시아 새턴 성이 나타난 걸 감지함.
104. ↑  와노쿠니에서는 유앵(流櫻)[일본명은 류오]
105. ↑  실버즈 레일리, 효고로, 센토마루, 몽키 D. 루피
106. ↑  루피는 와노쿠니에서 효고로에게 수련 받은 후 패기를 후 닿지도 한고도 무장색 패기를 쓸 수 있게 되었다.
107. ↑  원피스 필름 골드에서 사용함 & 비브르카드 부스터팩 2탄, 15탄.
108. ↑  일명:망루 유앵
109. ↑  원피스 극장판 스탬피드
110. ↑  원피스 극장판 스탬피드, 애니 1010화에서 자신을 공격하려는 포커(방울뱀 SMILE)를 무장색 패기를 싣은 한쪽 팔로 공격했다.
111. ↑  비브르 카드 부스터팩 2탄에서 밝혀짐.
112. ↑  비브르카드 부스터팩 2탄에서 밝혀짐.
113. ↑  비브르카드 부스터팩 2탄에서 밝혀짐.
114. ↑  비브르카드 부스터팩 9탄, 21탄
115. ↑  비브르카드 부스터팩 10탄
116. ↑  비브르카드 부스터팩 14탄
117. ↑  비브르카드 부스터팩 14탄
118. ↑  비브르카드 부스터팩 15탄
119. ↑  비브르카드 15탄
120. ↑  비브르카드 15탄
121. ↑  비브르카드 15탄
122. ↑  비브르카드 15탄
123. ↑  비브르카드 15탄
124. ↑  비브르카드 15탄
125. ↑  비브르카드 16탄
126. ↑  비브르카드 18탄
127. ↑  비브르카드 18탄
128. ↑  비브르카드 18탄, 22탄
129. ↑  비브르카드 18탄
130. ↑  비브르카드 부스터팩 20탄
131. ↑  비브르카드 부스터팩 20탄
132. ↑  비브르카드 부스터팩 20탄
133. ↑  비브르카드 부스터팩 20탄
134. ↑  비브르카드 부스터팩 22탄.
135. ↑  흰 수염과 골드 로저(골 D. 로저)의 검이 서로 부딪칠 때처럼 무장색 패기를 사용함.
136. ↑  비브르카드 부스터팩 24탄, X·드레이크와 같이 CP0와 싸우는 중에 CP0가 자신을  공격한 다음 X ·드레이크를 공격하려는 순간 쓰러진 상태에서 무장색 패기를 실은 주먹과 소리소리 열매 능력으로 공격을 막아냈다.
137. ↑  비브르카드 부스터팩 21탄
138. ↑  비브르카드 부스터팩 21탄
139. ↑  비브르카드 부스터팩 21탄
140. ↑  비브르카드 부스터팩 23탄 정발권
141. ↑  비브르카드 부스터팩 23탄 정발권
142. ↑  비브르카드 부스터팩 정발권 23탄
143. ↑  비브르카드 부스터팩 정발권 23탄
144. ↑  비브르카드 부스터팩 21탄
145. ↑  비브르카드 부스터팩 21탄
146. ↑  비브르카드 부스터팩 22탄 정발권
147. ↑  비브르카드 부스터팩 24탄 정발권
148. ↑  비브르카드 부스터팩 정발권 24탄
149. ↑  원피스 1068화 표지에서 자연계 능력자인 시저 클라운의 멱살을 잡고 다투고 있다.
150. ↑  무장색 패기를 싣은 검으로 가프를 찌름.
151. ↑  해군 중장이라 패기를 소유하고 있다.
152. ↑  디스토션 퓨처 기술을 사용해 니카 모습으로 변한 후 루피와 같이 해방의 니카 펀치를 사용해 제이가르시아 새턴 성을 쓰러뜨림.
153. ↑  무장색 패기를 쓰는 동시에 자신도 모르게 발동했다.  밀짚모자 해적단에서 루피에 다음 두번째 사용자이다.
154. ↑  원피스 극장판 스탬피드
155. ↑  비브르카드 부스터팩 2탄에서 밝혀짐. 유일하게 해군 중 소유자
156. ↑  해군 중 유일한 소유자 였던 센고쿠에 이어 두번째 소유자이다.
157. ↑  현재까지 오로성 중에서 밝혀진 유일한 패왕색 패기 소유자였지만, 나중엔, 마커스 마즈 성과 제이가르시아 새턴 성도 패왕색 패기 소유자인게 확인되었다.
158. ↑  더빙판:데드 보네스
159. ↑  예)오타마, 오키쿠, 오츠루, 오토코, 오나미(나미), 오로비(로빈)
160. ↑  시모츠키 야스이에가 오로치에게 처형당했을 때, 에비스 마을 사람들이 모두 웃자 조로가 사람이 죽었는 데 뭐가 웃기나며 화를 내기도 했다.